# Кравець Сидір Тимофійович
 Си́дір Тимофійович Краве́ць (17 лютого 1915, Дзвиняча, тепер  Тернопільського району — 29 вересня 2002, с. Морров, шт. Огайо, США) — український видавець і поліграфіст.

## З житєпису
Навчався у ремісничій школі в містечку Вишнівець. Друкувався у журналі «Каменярі» (Львів).
1938 року емігрував до Аргентини.
Після Другої світової війни видавав у Буенос-Айресі (Аргентина) часопис «Наш клич».
Наприкінці 1950-х років емігрував до США, створив у Нью-Йорку видавництво «Наша батьківщина», яке, крім творів українських письменників, видавало однойменний часопис.
Поховано на українському православному цвинтарі святого Андрія в Баунд-Бруку, штат Нью-Джерсі.